# Presidenti dell'Unione Sportiva Catanzaro 1929

Nicola Ceravolo

La storia del Catanzaro è stata caratterizzata da 19 presidenti, il più longevo e amato dei quali fu Nicola Ceravolo, cui è intitolato lo stadio, che rimase alla guida della società per 21 anni, dal 1958 al 1979, partecipando tre volte alla Serie A e arrivando in finale di Coppa Italia. Il secondo presidente più longevo fu Giuseppe Albano, numero uno del club fra il 1984 e il 1995. Dopo il suo addio alla presidenza, la società fu caratterizzata da numerosi cambi al vertice.

## Elenco
- 1927-1929  Antonio Susanna
- 1929-1937  Enrico Talamo
- 1937-1940  Arnaldo Pugliese
- 1944-1945  Italo Paparazzo
- 1945-1946  Umberto Riccio
- 1946-1947  Giuseppe Zamboni Pesci
- 1948-1950  Gino Guarnieri
- 1950-1958  Aldo Ferrara
- 1958-1979  Nicola Ceravolo
- 1979-1984  Adriano Merlo
- 1984-1995  Giuseppe Albano
- 1995-1999  Giuseppe Soluri
- 1999-2002  Giovanni Mancuso
- 2002-2003  Giovanni Mancuso
 Domenico Cavallaro[4]
 Claudio Parente[5]
- 2003-2005  Claudio Parente
- 2005-2006  Claudio Parente
 Bernardo Colao[6]
 Domenico Cavallaro[7]
- 2006-2008  Giancarlo Pittelli
- 2008-2009  Pasquale Bove
- 2009-2010  Antonio Aiello
- 2010-2011  Maurizio Ferrara[8]
 Giuseppe Santaguida[9]
- 2011-2017  Giuseppe Cosentino
- 2017-oggi  Floriano Noto

## Elenco in base agli anni di presidenza
Di seguito l'elenco dei presidenti del Catanzaro in ordine di longevità.
- 21 anni

Nicola Ceravolo (1958-79)
- 11 anni

Giuseppe Albano (1984-95)
- 8 anni

Enrico Talamo (1929-37)
Aldo Ferrara (1950-58)
Floriano Noto (2017-oggi)
- 6 anni

Giuseppe Cosentino (2011-2017)
- 5 anni

Adriano Merlo (1979-84)
- 4 anni

Giuseppe Soluri (1995-99)
- 3 anni

Arnaldo Pugliese (1937-40)
Giovanni Mancuso (1999-02)
Claudio Parente (2003-06)
- 2 anni

Gino Guarnieri (1948-50)
Giancarlo Pittelli (2006-08)
- 1 anno

Italo Paparazzo (1944-45)
Umberto Riccio (1945-46)
Giuseppe Zamboni Pesci (1946-47)
Pasquale Bove (2008-09)
Antonio Aiello (2009-2010)

### Voci generiche
- Presidente